# 本田敏雄
本田 敏雄（ほんだ としお、1964年 - ）は日本の経済学者。一橋大学教授。専門は統計学、計量経済学。統計学研究奨励小川基金会賞受賞。

## 経歴
- 1987年　東京大学工学部計数工学科卒業
- 1989年　東京大学大学院工学系研究科計数工学専攻修士課程修了
- 1992年　東京大学大学院工学系研究科計数工学専攻博士課程修了

## 職歴
- 1992年　（株）三菱総合研究所入社
- 1994年　同社を退社し、筑波大学社会科学系講師
- 1999年　筑波大学社会科学系助教授
- 2000年　カリフォルニア大学バークレイ校統計学部客員研究員
- 2004年　一橋大学経済学部教授
- 2011年　統計数理研究所客員教授

## 人物
宇井貴志とは東大時代の先輩・後輩の関係にあり、仲が良い。

## 研究分野
主な研究分野は統計学、計量経済学の方法論の理論的研究。特にセミパラメトリックモデル，ノンパラメトリック推定に関する研究。最近は時系列データ，生存時間データなどに関連したモデルにも興味をもち研究を進めている。